# درم آند بيس
درم آند بيس (يُعرف اختصارًا دي آند بي أو دي إن بي) هو نوع موسيقي من أنواع الموسيقى الإلكترونية، يتميز بالبريكبيت السريع (ما يقارب 160-180 نبضة بالدقيقة) المترافق مع خطوط البيس والبيس الفرعية الثقيلة، ومصادر أخذ العينات الموسيقية والسنثسيزر. نتجت هذه الموسيقى عن البريكبيت هاردكور (ومشتقاته من الداركور والهاردكور جانغل). وازت شعبية الدرم آند بيس في ذروتها التجارية العديد من أنماط الرقص المحلية الأخرى في المملكة المتحدة. وقد أثرت موسيقى الدب الجامايكية وصوت الريغي تأثيرًا رئيسيًا على الدرم آند بيس. يشكل تأخير النبر المعقد لبريكبيت تسجيلات الدرمز مستقبلًا آخرًا لهذا النمط.
تشمل أنواع الدرم آند بيس الفرعية كلًا من بريكور، وراغا جانغل، وهاردستيب، وداركستيب، والتيكستيب، ونيوروفانك، وأمبينت درم آند بيس، وليكويد فانك (أكا ليكويد درم آند بيس)، وجامب أب، ودرمفانك، وفانكستيب، وسامبيس، ودريل إن بيس. انطلاقًا من جذوره في المملكة المتحدة، انتشر النمط في أنحاء العالم. وأثر في العديد من الأنماط الأخرى مثل الهيب هوب، والبيغ بيت، والدبستيب، وموسيقى الهاوس، والتريب هوب، وموسيقى الأمبينت، والتكنو، والجاز، والروك والبوب. سيطرت على موسيقى الدرم آند بيس مجموعة صغيرة نسبيًا من شركات التسجيل. ولم تظهر شركات الموسيقى العالمية الرئيسية أي اهتمام كبير في مشهد الدرم آند بيس إلى أن حصلت إدارة حقوق «بي إم جي» على ملكية شركة رام للتسجيلات في فبراير 2016. تبقى شعبية الدرم آند بيس الكبرى متركزةً في المملكة المتحدة، على الرغم من انتشار مشاهدها في كل أنحاء العالم.

## لمحة تاريخية
في أواخر الثمانينيات وأوائل التسعينيات من القرن العشرين، أنتجت الثقافة المتنامية للنوادي الليلية وأماكن الاحتفال الخارجية الليلية الأخرى أنواعًا جديدة من الموسيقى في نطاق حفلات الراف، وشملت بريكبيت هاردكور، وداركور والهاردكور جانغل، إذ دمجت عينة من البيتس مؤخر النبر، أو البريكبيتس، مع عينات شملت نطاقًا واسعًا من الأنواع الأخرى، وفي بعض الأحيان، ضمت عينات موسيقى وحوار وتأثيرات من الأفلام والبرامج التلفزيونية. مع بداية عام 1991، بدأت التسجيلات بالابتعاد عن العينات الأثقل و«الهاردكور نويز» وصُنعت الكثير منها بالاعتماد على البيسلاين والبريكبيت. استمدت بعض التسجيلات تأثيراتها بشكل متزايد من الريغي وعُرف هذا النمط بالهاردكور جانغل (الذي أصبح فيما بعد الجانغل)، بينما اختبر نمط الداركور (مع منتجين مثل جولدي ودوك سكوت وجاك سموث وفول بلاي و4 هيرو و2 باد مايس) العديد من الأصوات واتخذ الدرم آند بيس كمخطط أولي، واشتهر بشكل خاص في أواخر عام 1993.
بحلول عام 1994، بدأت موسيقى الجانغل في كسب شعبية سائدة، وبرز معجبو هذه الموسيقى (غالبًا ما يُشار إليهم باسم جانغليين) كجزء من ثقافة الشباب الفرعية. تطور هذا النوع أيضًا، وجمع بين عناصر مجموعات واسعة من أنواع الموسيقى الموجودة ودمجها، بما في ذلك صوت راجامافين، ودانسهول، وهتافات الراب، ودب بيسلاين والبريكبيت المعدل والمعقد بشكل متزايد. على الرغم من انخراطه في مشاهد حفلات الراف المليئة بالإكستاسي، اكتسب الجانغل أيضًا ارتباطات بالعنف والنشاط الإجرامي، يأتي هذا من ثقافة العصابات التي أثرت في مشهد الهيب هوب في المملكة المتحدة وأيضًا كنتيجة لصوت الجانغل العدواني أو التهديدي وموضوعات العنف (غالبًا ما تنعكس في اختيار العينات). ومع ذلك، تطور هذا بالتزامن مع السمعة الإيجابية للموسيقى كجزء من مشهد الرايف الأوسع وثقافة الموسيقى الجامايكية القائمة على الدانسهول السائدة في لندن. بحلول عام 1995، سواء كرد فعل على هذا الانقسام الثقافي أو بشكل مستقل عنه، بدأ بعض منتجي الجانغل في الابتعاد عن الأسلوب المتأثر بالراجا وخلق ما أمكن تسميته لاحقًا الدرم آند بيس.
مع تطور هذا النوع الذي أصبح مصقولًا وأكثر تعقيدًا من الناحية الفنية، بدأ انتشاره بالتوسع من راديو القراصنة إلى المحطات التجارية وأحرز قبولًا على نطاق واسع (حوالي 1995-1997). بدأ أيضًا بالانقسام ليشكل أنواعًا فرعيةً معروفةً مثل جامب-أب وهاردستيب. نظرًا إلى تمتع نمط الدرم آند بيس الأخف المتأثر بالجاز «انتليجينت درم آند بيس» بجاذبية وقبول سائدين، ظهرت أنواع فرعية إضافية بما فيها تيكستيب (حوالي 1996-1997)، اكتسبت هذه الأنواع تأثيرًا أكبر من موسيقى التكنو والمشاهد الصوتية لأفلام الخيال العلمي والأنمي.
وازت شعبية الدرم آند بيس في ذروتها التجارية العديد من الأنواع الأخرى الأصلية في المملكة المتحدة، بما في ذلك بيغ بيت والهارد هاوس. ومع ذلك، تضاءلت شعبيتها في مطلع الألفية إذ أطلقت تنظيمات يو كيه جراج المعروفة باسم السبيد جراج العديد من الأغاني الفردية ذات النجاح الباهر. تشارك نوع السبيد جراج مع الدرم آند بيس في سرعات الإيقاع العالية والبيسلاين الثقيلة، فيما عدا ذلك اتبع القواعد الثابتة «لموسيقى الهاوس»، أعطاه هذا بالإضافة إلى حداثته ميزات تجارية. يصرح دي فوغلي: «غالبًا ما ينسى طلابي وجود نوع من الموسيقى يُسمى «جراج هاوس» في أواخر الثمانينات إلى جانب الهيب هاوس، والأسيد هاوس والأنواع الأخرى من موسيقى الهاوس.» ويتابع، «لم يكن هذا الجراج الجديد الذي ظهر في منتصف التسعينيات شكلًا من أشكال الهاوس ولا تفرعًا عن الجراج هاوس. إذ تختلف البيتس وسرعات الإيقاع فيه اختلافًا تامًا عن تلك التي تحدد الهاوس. وقد تسبب هذا في ارتباك أكبر عندما ظهرت موسيقى الهاوس الجديدة في منتصف التسعينيات التي عُزفت إلى جانب ما يُسمى الآن بالجراج».
على الرغم من كل ذلك، أدت نشأة المزيد من الأنواع الفرعية والأنماط ذات الصلة مثل ليكويد فانك إلى ظهور موجة من الفنانين الجدد الذين حملوا أفكارًا وتقنيات جديدة، ما دعم التطور المستمر لهذا النوع. حتى يومنا هذا، يظهر الدرم آند بيس بشكل متكرر في وسائل الإعلام الرئيسية والثقافة الشعبية بما في ذلك التلفاز، بالإضافة إلى كونه نقطةً مرجعيةً رئيسيةً للأنواع اللاحقة مثل الجريم والدبستيب، وقد أنتج العديد من الفنانين الناجحين مثل تشيس آند ستيتس، ونيتسكاي، وميتريك وبيندولوم.